# Сантіагу-душ-Велюш
Сантіагу-душ-Велюш (порт. Santiago dos Velhos; МФА: [sɐ̃.ti.ˈa.gu duʒ ˈvɐ.ʎuʃ]) — парафія в Португалії, у муніципалітеті Арруда-душ-Вінюш. Розташована в західній частині країни, на теренах історичної португальської провінції Ештремадура. Входить до складу округу Лісабон. За адміністративним поділом, чинним до 1976 року, терени парафії були складовою провінції Ештремадура. Належить до Лісабонського патріархату Католицької церкви. Патрон — святий Яків. Площа — 16,0931 км². Населення — 1368 ос. (2011). Слабо урбанізований регіон. Густота населення — 85,01 осіб/км²
. Код — 110204.

## Населення
| Кількість мешканців | Кількість мешканців | Кількість мешканців | Кількість мешканців | Кількість мешканців | Кількість мешканців | Кількість мешканців | Кількість мешканців | Кількість мешканців | Кількість мешканців | Кількість мешканців | Кількість мешканців | Кількість мешканців | Кількість мешканців | Кількість мешканців |
| ------------------- | ------------------- | ------------------- | ------------------- | ------------------- | ------------------- | ------------------- | ------------------- | ------------------- | ------------------- | ------------------- | ------------------- | ------------------- | ------------------- | ------------------- |
| 1864                | 1878                | 1890                | 1900                | 1911                | 1920                | 1930                | 1940                | 1950                | 1960                | 1970                | 1981                | 1991                | 2001                | 2011                |
| 948                 | 955                 | 1 149               | 1 091               | 1 134               | 1 142               | 1 260               | 1 399               | 1 477               | 1 346               | 1 195               | 1 168               | 1 171               | 1 274               | 1 518               |